# Бэйянское военное училище
Бэйянское военное училище (кит. упр. 北洋武備学堂, пиньинь Beiyang wybei xuetang, палл. Бэйян убэй сюэтан) — китайское военно-учебное заведение, созданное в рамках проведения правительством империи Цин политики самоусиления. Располагалось в ставке Ли Хунчжана — городе Тяньцзинь. По месту расположения также может называться в ряде источников Тяньцзиньским военным училищем (кит. упр. 天津武备学堂 , пиньинь Tianjin wubei xuetang , палл. Тяньцзинь убэй сюэтан ).

## История

### Проблема руководящих кадров для вооруженных сил в 1860-1880-е годы
В старых Восьмизнаменных войсках офицерские должности занимались по наследству. В новых войсках (Сянская, Хуайская и другие армии ранних милитаристов) на высших командных должностях находились люди, выдвинувшиеся в годы подавления национально-освободительных и крестьянских движений в 1850-1870-е годы, а младшие командные должности замещались наиболее сильными, смелыми и расторопными солдатами, однако ни старшие, ни младшие офицеры не имели современного военного образования. Это создавало большие сложности при управлении войсками — современное вооружение требовало более тщательной подготовки комсостава, однако китайские офицеры по уровню знаний не соответствовали даже обычному грамотному унтер-офицеру европейских армий.
Понимая это, Ли Хунчжан направлял офицеров подконтрольной ему Хуайской армии за границу. Несколько раз небольшие группы китайских командиров выезжали в Германию, по образцу вооруженных сил которой Ли Хунчжан хотел построить свою армию. Например, в 1877 году Ли Хунчжан направил в Германию группу из 7 офицеров, из которых 2 пришлось отозвать за нерадивость и слабую дисциплину, 1 умер от болезни, 3 закончили трехгодичные курсы пехотных офицеров и лишь последний — Ван Дэшэн — не только прошел трехгодичный курс обучения, но и был оставлен в Берлине для прохождения спецкурса. Вернувшись в Китай в 1881 году, он получил генеральский чин цзунбин и возглавил личную гвардию Ли Хунчжана. Другой из обучавшихся в Германии офицеров — Ча Ляньбяо — был направлен в Шэньцзиин для обучения знаменных солдат современной тактике.
Опыт командировки курсантов в Германию выявил ряд сложностей — языковой барьер, дороговизна обучения, непривычные климатические условия. Все это не позволяло широко практиковать отправку курсантов за рубеж. Поэтому знания обученных за рубежом офицеров старались как можно шире распространять в Хуайской армии. На китайский язык активно переводились немецкие уставы, однако основная работа по подготовке и воспитанию солдат еще в начале 1880-х годов лежала на иностранных инструкторах. По свидетельствам очевидцев, цинские офицеры на маневрах обычно лишь присутствовали в качестве зрителей, не имея при себе оружия, а если брались командовать, то неплохо вымуштрованные подразделения тут же начинали давать сбои при перестроениях.
Безусловно, большую роль здесь играло в общем негативное отношение китайцев к военной службе — если у человека была возможность сделать гражданскую карьеру, то он сознательно избирал её. В военные шли лишь те, кто не имел возможности оплатить дорогостоящее обучение конфуцианскому канону и не обладал литературными дарованиями. В глазах знати и простонародья эти люди были грубыми солдафонами, неотесанными дубинами, чье место должно было быть определено раз и навсегда. К тому же, в народе считалось, что военное дело очень несложно само по себе — достаточно хорошо научиться ездить верхом и стрелять из лука, а в бою не бояться смерти. Это суждение могло быть справедливым еще в годы ожесточенной междоусобной войны 1850—1864 годов, однако сражения франко-китайской войны 1884—1885 годов показали всю несостоятельность этого мнения — хорошо вооруженные современным оружием китайские войска, несмотря на отдельные успехи в боях с французами, все же оказались не на высоте именно благодаря неумелым и противоречивым действиям командования.
Высший комсостав, в отличие от низшего, не имел современного военного образования вообще. Этим и было обусловлено плохое качество командования цинскими войсками в ходе боевых действий против французов и японцев. Большая часть генералов новых войск являлась выходцами из потомственных семей военных или мелких помещиков, поддержавших маньчжурский режим в ходе Тайпинской войны. Свои войска они формировали на основе отрядов сельской самообороны туаньлянь, сохранявшихся в Китае вплоть до установления власти КПК в 1949 г. и образования КНР. Командование такими подразделениями, по сути, являвшимися феодальными дружинами, иногда вооруженными современным огнестрельным оружием, не выходило за рамки личной смелости и инициативы, превосходства в знании боевых искусств и некоторого навыка в администрировании. При этом многие из генералов действительно хорошо зарекомендовали себя в боях, будучи лично смелыми воинами.

### Открытие училища
После окончания войны Ли Хунчжан, учитывая накопленный опыт, открыл в городе Тяньцзинь Бэйянское военное училище, которое готовило младших офицеров для армии. Первым командиром училища был назначен Ли Цзунлянь (кит. 李宗濂). В училище имелись пехотное, кавалерийское, артиллерийское и саперное отделения, а с 1890 года было добавлено железнодорожное отделение. Существовало 2 типа курсов — пятилетний, после которого курсант получал офицерское звание, и краткий (около года), после чего курсант выпускался в войска унтер-офицером. Курсантов на полный курс обучения принимали в возрасте от 13 до 16 лет. При поступлении курсанты давали клятву верно служить и прилежно изучать предметы, не отлучаться из училища, не жениться и не сдавать экзамены на гражданскую должность на время обучения. Первые 3 года курсанты изучали английский или немецкий языки, математику, механику, астрономию, естественные науки, географию, топографию и проходили курс китайской истории и классической литературы. На 4 и 5 курсах курсанты изучали артиллерийское дело, строевую службу, фортификацию и другие военные дисциплины. Об успехах курсантов сообщали императору после проведения очередных экзаменов.
Училище было невелико — в лучшем случае, до войны 1894—1895 годов было выпущено несколько сотен младших командиров для Хуайской армии. Однако это был большой шаг вперед по сравнению с состоянием обучения комсостава до 1885 г. Большинство армейских офицеров старой школы получало лишь традиционное военное образование — изучая средневековые военные каноны и боевые искусства. Бэйянское военное училище обеспечивало армию только младшими офицерами. Офицеры старой закалки не считались с ними, презрительно именуя их «молодыми выскочками», а те, в свою очередь, вполне справедливо отзывались о старших товарищах как о полных невеждах в военном деле. Между офицерами старой и новой школ имела место постоянная глухая вражда.

### Боевой путь Бэйянских курсантов
Периодически курсантов отправляли для армейской практики в гарнизоны Люйшунькоу и Шаньхайгуани, но если выпадала оказия, их привлекали к более опасным заданиям. Так, в 1891 году отряд курсантов был направлен на подавление восстания сектантов в Жэхэ, а в 1893 году курсанты Бэйянского училища сопровождали генерала Не Шичэна в опасной инспекционной поездке по кишевшей бандами хунхузов Маньчжурии, где им пришлось проводить топографическую съемку региона.
Летом 1894 г. курсанты Бэйянского военного училища отлично зарекомендовали себя в Корее — проводили топографические съемки, вели разведку местности, принимали участие в строительстве фортификационных сооружений, командовали отдельными частями цинских войск. Курсанты Юй Гуансинь, Чжоу Сяньчжан, Ли Гохуа и Синь Дэлинь геройски погибли в битве при Сонхване 29.07.1894.
Находившийся в подчинении Не Шичэна выпускник Бэйянского училища Фэн Гочжан в 1895 году обеспечивал поставку оружия и боеприпасов для частей цинской армии и народного ополчения, защищавшего Ляоян, а также курировал вопросы связи со ставкой Не Шичэна.
Один из первых выпускников училища — Дуань Цижуй — после возвращения со стажировки в Германии служил артиллерийским инструктором в гарнизоне Вэйхайвэя.

### События 1900 года и ликвидация училища
В 1900 году цинское командование приняло решение распустить личный состав училища, чтобы сохранить кадры, но 90 курсантов отказались покинуть городок училища и остались охранять его во время боевых действий в районе Тяньцзиня. После начала наступления союзных войск на позиции Цинов у Тяньцзиня училище подверглось артобстрелу, вызвавшему большой пожар. При последовавшем за этим штурме все курсанты погибли, защищая училище. Постройки военного городка были серьёзно разрушены и повреждены.
После окончания активной фазы боевых действий Юань Шикай, возглавивший Бэйянскую клику, попытался восстановить училище. Развалины были разобраны, рабочие подготовили площадки под строительство фундаментов новых корпусов, но после подписания Заключительного Протокола, завершившего войну, оказалось, что Тяньцзинь будет полностью демилитаризован и все военные и учреждения должны покинуть город. От идеи восстановления училища в Тяньцзине пришлось отказаться и перенести его в провинциальный центр провинции Чжили — город Баодин. В 1902 году в Баодине было открыто Баодинское военное училище — преемник Бэйянского военного училища, ставшего кузницей кадров для Бэйянской армии и опорой Бэйянской клики.

### Известные выпускники Бэйянского военного училища
Бэйянское военное училище послужило кузницей кадров для Республиканского Китая. Многие офицеры, окончившие Бэйянское училище и принимавшие участие в японо-китайской войне, впоследствии заняли видные посты в правительстве Китая, а ряд генералов-выходцев из Бэйянского училища даже стал президентами и премьер-министрами Китайской Республики.
Президенты Китая:
- Дуань Цижуй (段祺瑞)
- Фэн Гочжан (冯国璋)
- Цао Кунь (曹锟)

Военные и политические деятели:
- Ван Шичжэнь (王士珍) — военный министр Китая
- Дуань Чжигуй (段芝贵) — военный министр Китая
- У Пэйфу (吴佩孚) — диктатор Центрального Китая в 1922—1926 годах, глава Чжилийской клики
- У Динъюань (吴鼎元) — командир 5-й дивизии Бэйянской армии
- Шан Дэцюань (商德全) — командир военного училища в Цинхэ (清河陆军中学校), комендант города Тяньцзинь